# Hemiunu
Hemiunu (egip. He-e-mi-e-nu, zapisywane jako hmn) – bratanek i wezyr faraona Chufu (Cheopsa). 

## Życiorys
Jest uważany za architekta Wielkiej Piramidy w Gizie. Był synem Nefermaata. Archeolodzy znaleźli wzmianki o Heminu z tytułami, które przetłumaczono jako Mistrz prac i wezyr. W ostatnim urzędzie następował po Kaneferze i jego ojcu Nefermaacie. 
Jego imię można przetłumaczyć jako wielki i mądry. 
Jego statua znajduje się w Roemer-Pelizaeus-Museum w Hildesheim (Niemcy). Egipt dąży do odzyskania zabytku, wywiezionego zdaniem jego władz nielegalnie w epoce kolonialnej.